# Jovane Guissone
Jovane Guissone (Barros Cassal, 11 de março de 1983) é um esgrimista paraolímpico brasileiro.
Perdeu os movimentos nas pernas em 2004, depois de levar um tiro quando reagia a um assalto. Começou a praticar esgrima em cadeira de rodas em 2008. Foi campeão paralímpico de espada em Londres-2012, vencendo a final contra Chik Sum Tam, de Hong Kong, por 15 a 14.
Nos Jogos do Rio-2016, foi eliminado nas quartas-de-final.
Em Tóquio-2020 conquistou a prata na disputa contra o russo Alexander Kuzyukov.